# Dramma al circo Carré
Dramma al circo Carré (Die Geheimnisse des Zirkus Barré) è un film muto del 1920 diretto da Harry Piel.

## Produzione
Il film fu prodotto dalla Metro Film GmbH di Berlino.

## Distribuzione
Uscì nelle sale cinematografiche tedesche presentato a Berlino il 16 aprile 1920. In Germania, il visto di censura ne vietava la visione ai minori. Distribuito dalla Jupiter, il film fu distribuito in Italia in una versione di 983 metri con il visto di censura numero 1637 del settembre 1921.